# 地理学第一定律
沃尔多·托布勒的地理学第一定律（英語：Tobler's first law of geography）是指“所有事物都与其他事物相关，但是近处的事物比远处的事物更相关”。该第一定律是空间相关性和空间自相关性的基本概念的基础，专门用于空间插值中的反距离加权方法，并支持了克里格法的区域化变量理论。它是大卫·休谟邻近原则的现代表述。
鲜为人知的是他的地理学第二定律，它是对第一定律的补充：“兴趣区域（研究关注的区域）外部的现象会影响内部发生的事情”。

## 基础和背景
在1969年举行的國際地理聯合會定性方法委员会的一次会议上，托布勒首次提出了这一开创性的想法，后来他在1970年将其发表。托布勒最初提到第一定律时可能并不是特别重视它，而是在解释20世纪70年代时计算机带来的限制。他也未曾料想这一表述在地理上会有如此高的地位。尽管其表述简单，但是该想法意义深远。若没有它，“原则上地球表面任何地方的各种状况都能出现在任何小区域内。通过给面状对象赋予属性来描述的近似均质的区域将不会存在。地形表面将混乱地变化，到处都是无穷大的坡度，并且这些表面的轮廓将无限密集且扭曲。空间分析，甚至生活本身，都将是不可能的。”
该理论基于距离摩擦的概念，即“距离本身阻碍了地点之间的相互作用。两个地方相距越远，障碍或成本就越大”。例如，与步行到街角商店购买三明治相比，人们跨过整个城镇购买同种三明治的可能性较小。在此例中，障碍或成本可以很容易地按时间（时间量和时间值）、交通成本和个人肌肉能量损失进行计算，这些都会加到购买价格中，从而导致较高的摩擦。距离的摩擦和成本的增加共同导致距离衰减效应。

## 争议
一些人对托布勒地理学第一定律的实用性和有效性提出了质疑。也有人从整体上质疑地理学和社会科学中是否真的存在“定律”。托布勒等人也对这些批评做出了回应。不过，相关问题一直是地理学界争论的焦点，短期内难以取得共识。
一位匿名审稿人指出，托布勒第一定律表述非常接近于羅納德·愛爾默·費雪在1935年的一本书中写的一句话：“距离较近的地块的农作物产量，通常比距离较远的地块的更接近。”不过，托布勒第一定律应该是他本人独立提出的。